# Canthon carbonarius
Canthon carbonarius är en skalbaggsart som beskrevs av Edgar von Harold 1868. Canthon carbonarius ingår i släktet Canthon och familjen bladhorningar. Inga underarter finns listade.